# Sakuma Samata

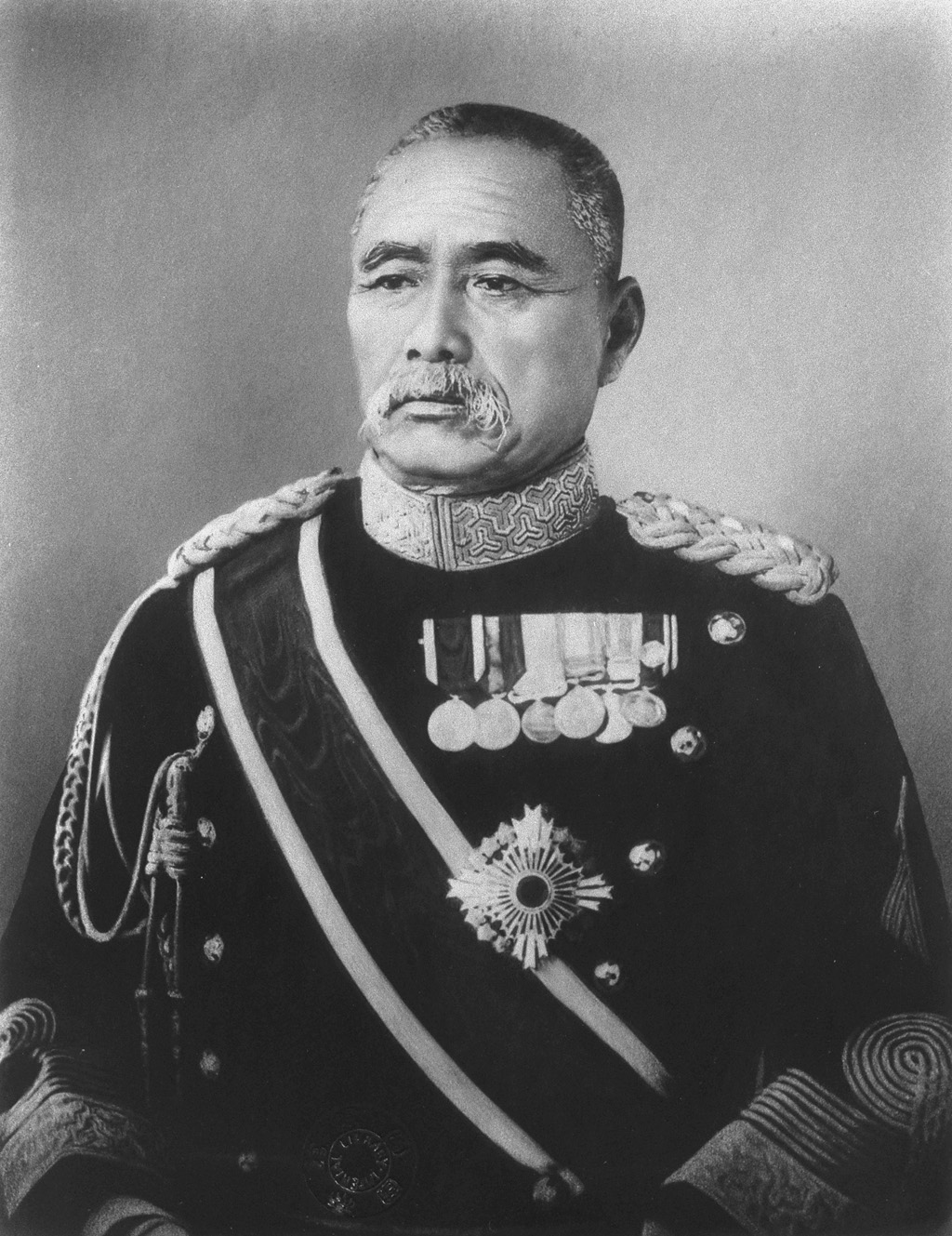
Sakuma Samata

Hakushaku Sakuma Samata (jap. 佐久間 左馬太; * 19. November 1844 in Tawara-mura, Landkreis Ōtsu, Provinz Nagato (heute: Nagato, Präfektur Yamaguchi); † 5. August 1915 in Sendai, Präfektur Miyagi) war ein General des Kaiserlich Japanischen Heeres und von 1906 bis 1915 der 5. Generalgouverneur der japanischen Kolonie Taiwan.

## Leben
Sakuma wurde als Sohn eines Samurai des Lehens Chōshū in der historischen Provinz Nagato geboren. Er studierte unter Ōmura Masujirō westliche Militärwissenschaften und führte 1866 eine Kompanie Soldaten bei der Verteidigung des Lehens gegen Truppen des Tokugawa-Shogunats. Im zwei Jahre später ausbrechenden Boshin-Krieg kämpfte er auf Seiten der siegreichen kaisertreuen Truppen. Im Jahr 1872 trat er im Rang eines Hauptmanns in das neu aufgestellte Kaiserlich Japanische Heer ein und führte im Februar 1874 Truppen von der Burg Kumamoto gegen das rebellische Lehen Saga. Im selben Jahr nahm er an der japanischen Strafexpedition nach Taiwan teil. Während der Satsuma-Rebellion befehligte er das 6. Infanterieregiment. Im Februar 1881 wurde Sakuma zum Generalmajor befördert und erhielt den Befehl über den Militärdistrikt Sendai.
Im Mai 1885 erhielt er den Befehl über das 10. Infanterieregiment und wurde im folgenden Jahr zum Generalleutnant befördert. Ebenfalls 1887 wurde er nach dem japanischen Adelssystem des Kazoku in den Rang eines Danshaku erhoben.
Bei Ausbruch des Ersten Japanisch-Chinesischen Krieges erhielt er das Kommando über die 2. Division, die er in der Schlacht von Weihaiwei führte. Nach Kriegsende war er kurzzeitig Militärgouverneur der Stadt Weihaiwei. Bei Kriegsende war er bereits in den Adelsrang eines Shishaku erhoben und mit dem Orden der Aufgehenden Sonne ausgezeichnet. 
Im Jahr 1898 erhielt er nach der Beförderung zum vollwertigen General den Befehl über die Division der Kaiserlichen Garde. Nach einer kurzen Zeit auf Urlaub wurde er Befehlshaber der Garnison Tokio. Am 11. April 1906 wurde er zum 5. Generalgouverneur des nach dem Japanisch-Chinesischen Krieg durch Japan annektierten Taiwan und mit der höchsten Stufe des Ordens der Aufgehenden Sonne mit Paulownienblüten ausgezeichnet. Im folgenden Jahr wurde er in den Adelsrang des Hakushaku erhoben.
Mit dem Ende des organisierten Widerstands der Han-Chinesischen Bevölkerung auf Taiwan wandten die Kolonialbehörden sich der Unterwerfung der in den Bergen siedelnden indigenen Stämme Taiwans zu. Sakuma war auch wegen seiner Teilnahme an der Strafexpedition auf die Insel von 1874 als Generalgouverneur ausgewählt worden und sollte die japanische Kontrolle in die Bergregionen ausdehnen. Während seiner Amtszeit führte er mehrere militärische Operationen gegen die Stämme der Atayal und Bunun. Mit knapp über neun Jahren war Sakuma der am längsten amtierende Generalgouverneur Taiwans, als er am 30. April 1915 von seinem Posten zurücktrat, nachdem er seine Aufgabe der Befriedung und flächendeckenden Kontrolle Taiwans als erfüllt ansah. Ihm wird vor allem die infrastrukturelle Entwicklung der Ostküste Taiwans zugeschrieben. So ließ er das Gebiet um die Taroko-Schlucht erschließen und den Hafen von Hualien ausbauen. Weiter soll er im Jahr 1910 den Baseballsport auf der Insel eingeführt haben.

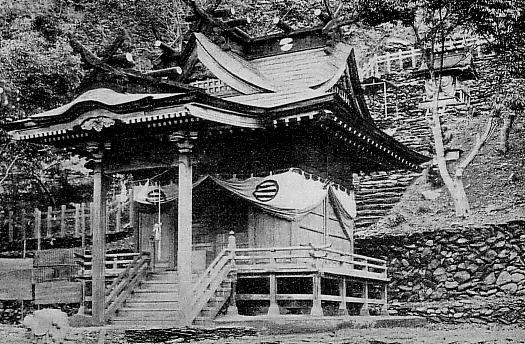
Sakuma-Schrein in Taihoku, um 1930

Nach seinem baldigen Tod wurde Sakuma zu einem Kami nach dem Staats-Shintō erklärt und Sakuma-Schreine (佐久間神社, Sakuma-jinja) zu seinen Ehren in Sagamihara und Taihoku errichtet.